# Лютфи-паша
Дамат Лютфи-паша (тур. Damat Lütfi Paşa; ок. 1488—1563) — великий визирь Османской империи с 1539 до 1541 года. Зять султана Сулеймана Великолепного. Автор «Истории дома Османов» и труда об управлении государством «Асаф-наме».

## Биография

### Ранние годы
Предполагается, что Лютфи родился около 1488 года и был по происхождению албанцем. Известно, что у Лютфи-паши был брат Мехмед, который тоже служил османам — в 1523 году он был высокопоставленным чиновником в Карамане.
Попав по девширме в Эндерун в середине правления Баязида II (1481—1512), Лютфи-паша обучался исламским наукам, а после окончания обучения занимал во дворце должность чукадара (мастер гардероба) до воцарения Селима I. Позднее он был мютеферрика (привилегированная категория личной султанской гвардии), а затем занимал по очереди посты чашнигир-баши (пробовавший блюда султана до подачи на стол), капыджи-баши (начальник стражи) и мириалем (начальник знаменосцев и музыкантов). Он принимал участие в Чалдыранской экспедиции в 1514 году. Первой службой за пределами дворца была должность санджак-бея Кастамону, которую он получил уже от Сулеймана I. Сам Лютфи-паша приводит эти подробности своей жизни во введении к своему труду «Асаф-наме», однако он не называет даты своих назначений.
Находясь на должности санджак-бея Айдына, он участвовал в осаде Родоса в 1522 году, а после завоевания острова получил задание отремонтировать Родосский замок. После этого он долгое время служил как санджак-бей Янины. В этой должности он участвовал в осаде Вены в 1529 году. В 1533/34 году Лютфи стал бейлербеем Карамана. На этой должности он принимал участие в кампании против Сефевидов в 1533/36 и командовал арьергардом османской армии у Тебриза в сентябре-октябре 1534 года. Лютфи обеспечивал получение разведывательных данных в экспедиции. Некоторое время он занимал посты бейлербея Анатолии и Румелии. Во время этой кампании 1534/35 году он стал третьим визирем. Он принимал активное участие в операциях у озера Ван, когда по его приказу архитектор Синан построил флот в Татване.

### Визирь
В должности третьего визиря Лютфи-паша командовал флотом, который 1 мая 1537 года отплыл из Стамбула во Влёру для соединения с сухопутной армией. Пока капудан-паша Хайреддин Барбаросса плавал в Египет за провизией, войска под командованием Лютфи-паши совершили набег на побережье Апулии. По возвращении Хайреддина Андреа Дориа атаковал две османские галеры, что послужило предлогом для нападения на остров Корфу, находившемуся под контролем Венеции. 25 августа 1537 года Лютфи высадил 25 000 солдат и тридцать пушек на острове. Османские войска под командованием Лютфи-паши захватили остров, но не смогли взять крепость. Между пашой и Барбароссой возникли разногласия по поводу хода экспедиции. По приказу султана и, несмотря на возражения Лютфи и Хайреддина, 7 сентября 1537 года османские войска отступили. Лютфи-паша вернулся в Стамбул с частью флота.
После смерти второго визиря Мустафы-паши 30 мая 1538 года Лютфи-паша сменил его на посту. В этой должности он сопровождал армию в походе в Молдавию. Его самая важная заслуга во время кампании заключалась в том, что он представил султану Мимара Синана, который построил мост на реке Прут. Армия покинула Стамбул 9 июля 1538 года и переправилась по этому мосту через реку.

### Великий визирь
Когда 7 июля (13 июля) 1539 года умер великий визирь Айяс Мехмед-паша, Лютфи-паша получил его пост. Он вел переговоры, положившие конец войне с Венецией. По условиям мира, заключённого 20 ноября 1540 года, помимо всех потерянных ею в войне мест Венеция уступила Монемвасию и Навплион, и выплатила контрибуцию в 300 000 дукатов (200 000 по данным Лютфи-паши). Сам Лютфи-паша получил от венецианцев 10 000 дукатов. Он также возглавлял переговоры с послом Лачки по поводу претензий Фердинанда I на территорию Венгрии, которой Янош Запольяи правил как вассал Османской империи. По этому вопросу не удалось достичь соглашения и в мае 1541 года османская армия отправилась в Венгрию. Но в это время султан уволил своего великого визиря.
Лютфи-паша в своих трудах представляет свою отставку как добровольную, чтобы «защищаться от козней женщин», но, вероятно, Сулейман I не простил ему грубого обращения с женой, приходившейся султану сестрой. Другой причиной отставки Лютфи стало формирование враждебной ему группировки в правительстве. Чиновники выступали против его политических, административных и финансовых решений, особенно всех возмущала его борьба со взяточничеством и вымогательством. Сам Лютфи уклончиво писал о своей отставке: «надоело зло женщин и безобразные попытки лицемеров; подал в отставку по собственному желанию и удалился в своё поместье, чтобы уберечься от зла женщин». После увольнения Лютфи-паша удалился в своё поместье в Диметоке с годовой пенсией в 200 000 акче.

### Реформы на посту великого визиря
Главным из нововведений Лютфи-паши стало изменение системы курьерской службы. До него для нужд посыльных у населения лошади экспроприировались насильно. Он провел радикальную реформу, организовав постоянные пастбища и государственными лошадьми на каждом регулярном перевалочном пункте. Во время своей реформы он исследовал, существует ли такая практика в западных странах. Он препятствовал конфискации имущества сирот, а также установил семилетний срок, до истечения которого наследство умершего не конфискуется в казну, если наследники не найдены. Он определил порядок хранения переданного в государственную казну имущества.
Лютфи-паша сократил государственные расходы, ограничив численность войск капыкулу (регулярное войско империи) до 15 000 человек. В период управления Лютфи-пашой государством доходы превышали расходы, чего не было при нескольких предыдущих визирях. Он выступал против передачи сбора налогов откупщикам и требовал, чтобы налоги собирались уполномоченными чиновниками. Он подчеркивал важность флота со времён Селима I и создал ряда эскадр за пределами Стамбула, а также ведомство для контроля над военно-морскими расходами. Моисей Альмоснино из Салоник сообщал, что Лютфи-паша защищал горняков и скотоводов от эксплуатации.

### Жизнь в отставке
Вскоре после выхода на пенсию Лютфи-паша вернулся в Стамбул, чтобы попросить у султана разрешения совершить хадж. Султан позволил, и в 1547 году Лютфи-паша посетил Мекку и Медину. После возвращения он продолжал жить в Диметоке, где писал стихи и труды по морали, религии и теологии. Там он и умер в 1563 году.

## Семья
В 1539 году женился на сестре Сулеймана Великолепного Шах-Хубан-султан (Турецкий историк Ч. Улучай утверждал, что брак был заключён ещё в 1523 году). Брак продлился до 1541 года. Печеви писал: «по некоторым причинам он развелся». Причиной развода была мучительная казнь, которую в 1541 году устроил Лютфи-паша проститутке. Шах-султан рассердилась и выразила мужу свое негодование. Паша, разгневанный на жену, выхватил оружие, но присутствовавшие схватили Лютфи-пашу и вышвырнули его из дворца. Гелиболулу Али и Ахмед Хасанбегзаде описывали это так: «Когда Лютфи Паша занимал должность Великого Визиря, одну проститутку поймали вместе с мужчиной. Паша назначил ей смертную казнь через вырезание половых органов бритвой! Это полностью противоречило тогдашним нормам, поэтому евнухи донесли это жене Великого Визиря. В тот же вечер при встрече Шах Хубан предупредила мужа: „Во время правления какого Великого Визиря было видано, чтобы женские органы вырезались таким образом? С какой стати это должно быть во время твоего правления?“ Однако Паша вместо обещания больше такое наказание не применять, наставивал, что его решение было правильным и необходимым. Он заявил: „Отныне, какая бы проститутка не попалась мне в руки, я казню её точно таким же образом!“ Шах Хубан на эти слова разгневалась не на шутку и упрекнула Пашу: „Ты упрямый, жестокий и грубый“ . Лютфи Паша не выдержал такого оскорбления, взял в руки железную булаву и пошёл на Шах Хубан. Евнухи и наложницы окружили его и выгнали великого визиря!»
Сулейман Великолепный был огорчен таким обращением со своей сестрой. Он уволил Лютфи-пашу с должности великого визиря и одобрил его развод с Шах-султан. Шах-султан разгневалась не из-за жестокости наказания, а из-за обнажения «интимных» частей женщины во время казни.
Неизвестно, была ли Шах-Хубан-хатун матерью сыновей Лютфи-паши Ахмеда, Абди и Махмуд-бея, но у пары была дочь — Эсмехан-султан.
До брака с Шах-Султан Лютфи-паша был женат и имел двух сыновей: Мустафу и Увейса.

## Труды
Лютфи перечислил в «Истории» тринадцать работ на арабском языке и шесть на турецком, в которые «Асаф-наме» не входило как неоконченное на тот момент.
История дома Османов
Источники книги, которая охватывает историю Османской империи с её образования до 1553 года, включают анонимные османские истории, а также работы таких историков, как Ахмеди, Ашикпашазаде, Орудж-бей, Нешри, Шукри Битлиси. Кроме того, он учитывал свой опыт пребывания во дворце и на государственной службе. Работа использовалась многими историками и исследователями, особенно Гелиболулу Али. Сохранились 4 экземпляра: один в Венской национальной библиотеке и три в Турции. Было осуществлено два критических издания, последнее в 2001 году.
Асафнаме
Трактат Лютфи-паши об османском управлении — один из первых примеров сочинения такого типа у Османов. По словам Ф. Салимзяновой, это «наставление великому визирю».
Халашу’л-умме фи ма’рифети’л-эимме
Арабский трактат Лютфи-паши написал, чтобы доказать легитимность Османского халифата. Один экземпляр произведения находится в Топкапы, а два других — один на персидском, другой на арабском языке, с турецким переводом между строк — в библиотеке Сулеймание.
Помимо этих трудов Лютфи-паша написал ещё около двадцати (основном на темы фикха) на арабском и турецком языках. Некоторые авторы приписывают Лютфи-паши также свод законов Сулеймана — «Канун-наме».

## Оценки
Й. Хаммер писал о нём: «Он обладал знаниями, что является редкой добродетелью для албанца». Ибрагим Печеви был менее комплиментарен: «Он, изучив немного грамматики и правописания, постоянно загадывал слова людям, сведущим [в этом] по-настоящему, приходившим к нему на собрания, считая его великим мыслителем, и этими своими манерами он выставлял свое невежество перед всеми». Гелиболулу Али писал, что Лютфи переоценивал свои знания и ум, был гордым и высокомерным человеком, считал себя похожим на Абдуллаха аль-Байдави и Махмуда аз-Замахшари и потому пытался дискутировать с известными учеными, такими как Эбуссуд-эфенди и Хасан-челеби, которые игнорировали его вопросы. Поэт Сехи-бей и Джелалзаде Мустафа полагали, что Лютфи-паша обладал многими моральными добродетелями, и восхваляли его деятельность как чиновника.
Лютфи-паша покровительствовал ученым и поэтам. Он строго придерживался религиозных установлений. Лютфи-паша пожертвовал 100 000 акче мечети и муаллим-хане (дому учителя) в мусульманской деревне под Димотикой и на открытие двадцати магазинов в Эдирне.

## В культуре
В турецком сериале «Великолепный век (Muhtesem Yüzyil)» роль Лютфи-паши исполнил М. Озгюр.